# 高新区街道 (兰州市)
高新区街道是中华人民共和国甘肃省兰州市城关区下辖的一个街道办事处。

## 行政区划
高新区街道下辖以下村级行政区划单位：
均家滩社区、南面滩社区和骆驼滩社区。